# Percopsiformes
Os Percopsiformes são uma ordem de peixes actinopterígeos.

## Famílias
- Percopsidae
- Aphredoderidae
- Amblyopsidae